# Afrikanischer Wildhund
Der Afrikanische Wildhund (Lycaon pictus) ist der größte wild lebende Hund der afrikanischen Savanne. Als Rudeltier jagt er vor allem größere Beutetiere wie Gazellen. Nur das dominante Paar innerhalb eines Rudels pflanzt sich fort; die Nachkommen werden gemeinschaftlich im Rudel aufgezogen. Das Verbreitungsgebiet des Afrikanischen Wildhundes erstreckt sich über die gesamte afrikanische Savannenlandschaft; es ist allerdings stark zersplittert. Die Art ist nirgendwo häufig. Die IUCN ordnet den Afrikanischen Wildhund als stark gefährdet ein.
In der älteren Literatur wird der Afrikanische Wildhund meist als Hyänenhund bezeichnet, weil er äußerlich einer Hyäne ähnelt und mit dieser Spezies gemeinsame morphologische Merkmale aufweist, z. B. hat der Afrikanische Wildhund nur vier Vorderzehen statt fünf wie die meisten anderen Hundearten.

## Merkmale
Der wissenschaftliche Name Lycaon pictus bedeutet so viel wie „bunter Wolf“ und bezieht sich auf die Farben des Fells. Das schwarze Fell ist mit braunen, rötlichen, gelben und weißen Flecken durchsetzt. Jeder Afrikanische Wildhund hat eine individuelle Fellzeichnung. Das Fell ist kurz, besitzt keine Unterwolle und ist manchmal so spärlich, dass an mehreren Stellen die nackte, schwarze Haut durchscheint.
Ein Afrikanischer Wildhund hat eine Kopfrumpflänge von 80 bis 110 cm, hinzu kommen 35 cm Schwanz. Die Schulterhöhe beträgt 70 cm, das Körpergewicht liegt zwischen 17 und 36 kg. Mit diesen Maßen steht er zwischen Schakalen und Wölfen. Afrikanische Wildhunde aus dem Süden des Kontinents sind im  Durchschnitt größer als solche, die in den östlichen Teilen des Kontinents beheimatet sind.
Der Afrikanische Wildhund unterscheidet sich morphologisch von anderen Caniden. Sie haben nur vier statt fünf Zehen wie andere Hundearten  und 12 bis 16 Milchdrüsen statt wie diese acht bis zehn.
Charakteristisch für Afrikanische Wildhunde ist eine geringe Seitenbeweglichkeit der Gliedmaßen. Diese Einschränkung hat großen Einfluss auf ihre Jagdtechnik. Ihre Beute können sie nicht, wie die Raubkatzen, mit den Pfoten erfassen.

## Lebensraum und Bestand

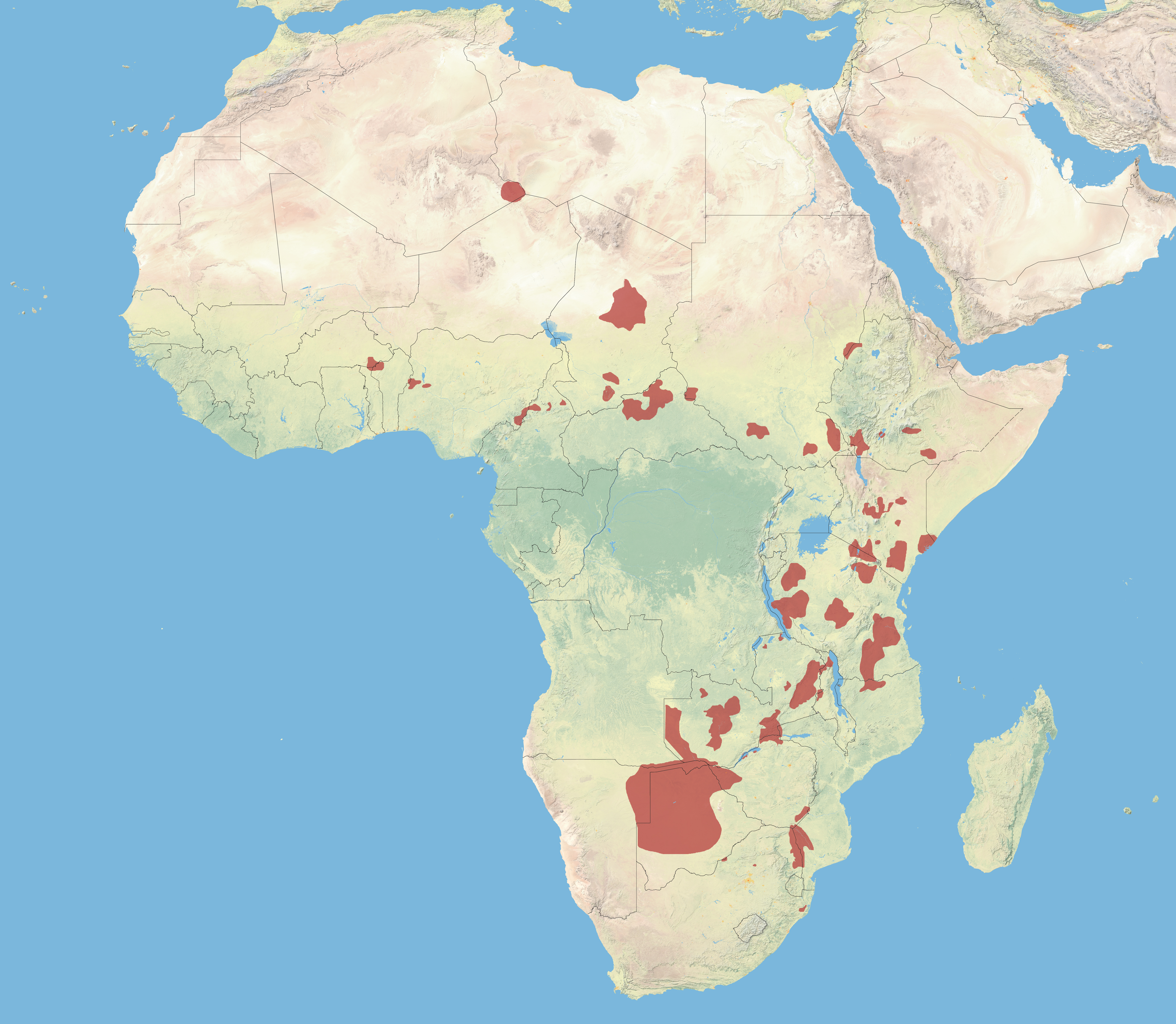
Restverbreitungsgebiete (rostrot) des Afrikanischen Wildhundes

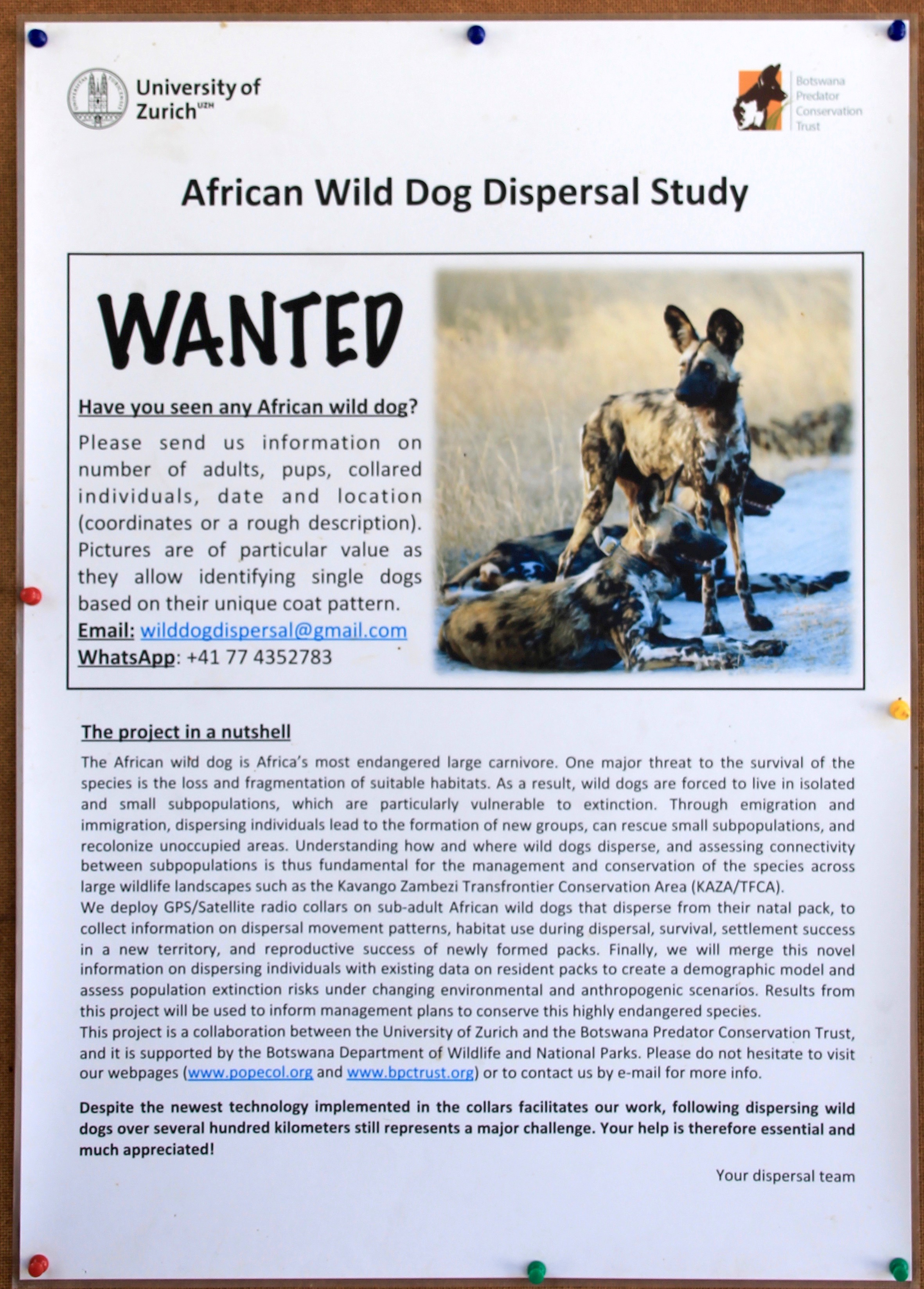
Aufruf der Universität Zürich zur Meldung von Wildhund-Sichtungen im Norden von Botswana

Das bevorzugte Habitat ist die afrikanische Savanne. Allerdings wurden Sichtungen an der Schneegrenze des Kilimandscharos und an den Randzonen der Sahara dokumentiert. Bewaldete oder wüstenhaft trockene Gegenden meidet der Wildhund weitestgehend. Er lebte in allen Grassteppen Afrikas südlich der Sahara; Zeichnungen aus dem alten Ägypten deuten darauf hin, dass er einst auch nördlich der Sahara vorgekommen sein könnte. Heute ist das Verbreitungsgebiet allerdings stark fragmentiert. Durch Nachstellungen, vor allem durch Drahtschlingen, Lebensraumverlust und Krankheiten wie Staupe und Tollwut ist er eines der seltensten Großsäugetiere Afrikas geworden. Eine Tollwutinfektion kann zur kompletten Auslöschung aller Rudelmitglieder führen.
Wildhundrudel benötigen große Jagdreviere, die bis zu 500 Quadratkilometer und mehr umfassen. Auch ihr Aktionsraum ist mit 200 bis 2000 km² sehr groß. Die Art gilt laut IUCN als stark gefährdet. Für 2001 wurde ein Artbestand von weniger als 5000 Tieren geschätzt. Der Gesamtbestand lag 2018 bei 6000 bis 7000 Tieren, überlebensfähige Populationen gibt es nur noch in Kenia, Tansania, Sambia, Simbabwe, Botswana und Südafrika. Selbst im 20.000 Quadratkilometer großen Kruger-Nationalpark, der ein gutes Habitat und hohe Beutetierdichten bietet, gibt es nur noch etwa 115 dieser Tiere. Die größte Population lebt im Selous-Wildreservat, andere Reservate mit nennenswerten Vorkommen sind das Okavango-Delta mit dem Moremi-Wildreservat, der Hwange-Nationalpark, der Kafue-Nationalpark und der Hluhluwe-Umfolozi-Park.

## Lebensweise
Afrikanische Wildhunde sind bei Tag aktiv. Als sehr soziale Tiere leben sie in Rudeln, im Schnitt mit zehn Tieren. In früheren Zeiten, als die Art noch häufiger war, scheinen auch Rudelstärken zwischen vierzig und hundert möglich gewesen zu sein. Ihre Reviere sind nicht fest begrenzt, weshalb sie anders als andere Hunde auch keine Markierungen setzen.
Im Rudel gibt es ein dominantes Alpha-Paar, allerdings gibt es keine Kämpfe um die Rangordnung und nur wenige Aggressionen zwischen den Rudelmitgliedern. Die Rangordnung im Rudel ist daher nicht deutlich erkennbar, so dass man in älterer Literatur teils die Angabe findet, es bestehe gar keine Rangordnung.
Im direkten Vergleich mit dem Wolf gilt das Rudelverhalten des Afrikanischen Wildhunds als sozialer und sanfter. Wildhunde verhalten sich außerdem besonders still und geben nur selten Laut.

### Fortpflanzung
In der Regel zeugt nur das Alpha-Paar Nachwuchs. Die anderen geschlechtsreifen Tiere des Rudels haben einen veränderten Hormonhaushalt, der meist zu einer vorübergehenden Unfruchtbarkeit führt. Dieser Zustand hält bis zu einer Änderung im Sozialgefüge an. Die Paarungsbereitschaft unterliegt keinem jahreszeitlichen festen Rhythmus, allerdings gibt es saisonale Häufungen zur zweiten Hälfte der Regenzeit. Im Regelfall dauert es zwischen 12 und 14 Monaten bis zur erneuten Paarungsbereitschaft des Weibchens. Sind allerdings die Welpen frühzeitig verstorben, kann sich die Zeitspanne auf sechs Monate verkürzen. Die Tragzeit beträgt etwa 70 Tage. Danach kommen sechs bis acht, in Ausnahmefällen bis zu siebzehn Welpen zur Welt. Sobald beim trächtigen Weibchen die Geburtsvorbereitungen beginnen, reduziert das Rudel seine Aktivitäten auf den Umkreis des Geburtsbaus.
Die Welpen werden bevorzugt in Erdhöhlen geboren. Die Milchentwöhnung beginnt um die zehnte Lebenswoche, nach gut drei Monaten verlassen die Welpen den Bau. Nur das Muttertier säugt, andere Rollen bei der Jungenaufzucht werden aber vom ganzen Rudel übernommen. Sogar junge Rüden würgen manchmal Fleisch hervor, um ältere Welpen zu versorgen. Ab dem sechsten Monat schließen sich die Jungtiere der Jagd an, und das Rudel kehrt wieder zu seiner nomadischen Lebensart zurück.
Es gibt dokumentierte Situationen, in denen neben dem Alpha-Weibchen ein zweites Weibchen erfolgreich Welpen groß gezogen hat. Das Verhältnis des Alpha-Weibchens zum anderen Nachwuchs kann als ambivalent bezeichnet werden. Die wenige Tage alten Welpen wurden im konkreten Fall vom Alphaweibchen teilweise aus dem Geburtsbau transportiert und dann vom etwas älteren Nachwuchs des Alphaweibchens in einer Art Mischung aus Spiel- und Jagdverhalten behandelt. Mindestens einer der jüngeren Welpen überlebte dieses Verhalten nicht. Die Mutter verteidigte, wahrscheinlich aus Rücksicht auf die Rangordnung, ihren eigenen Nachwuchs nicht. Die anderen Rudelmitglieder griffen nicht in die Situation ein. Allerdings wurden dann diese Welpen im Alter von ca. 8–10 Wochen vom Alphaweibchen akzeptiert und auch von ihm gefüttert. Es wurde andererseits auch beobachtet, dass ein Alphaweibchen die konkurrierenden Jungtiere direkt tötet. Zurückgeführt wird dieses Verhalten auf Futternot, da trächtige oder stillende Weibchen nicht an der Jagd teilnehmen können, aber zugleich mitsamt ihren Jungtieren vom Rudel versorgt werden müssen.

### Sonstiges Sozialverhalten
Verwundete und kranke Rudelmitglieder werden auf ähnliche Weise wie der Nachwuchs durch den ganzen Verband versorgt – vorausgesetzt, sie können dem Rudel bei seiner nomadischen Lebensweise noch folgen. Dieses Verhalten lässt sich durch den Umstand erklären, dass der Afrikanische Wildhund kein Spitzenprädator in seinem Lebensraum ist. Die evolutionäre Strategie dahinter ist das Prinzip der vielen Starken: Die allgemeine Stärkung des gesamten Rudels hat gegenüber Löwen und Tüpfelhyänen – den direkten, größeren und stärkeren Nahrungskonkurrenten der Wildhunde – einen größeren Effekt auf die Konkurrenzfähigkeit als die Stärkung einzelner Tiere, die in der Gruppenhierarchie höher stehen. Letzteres Prinzip kann man am Spitzenprädator Löwen erkennen: Hier fallen in erster Linie einem bis drei Männchen Aufgaben der Verteidigung der Nahrung und des Reviers gegenüber den Konkurrenten zu. Hier bieten also weniger, aber möglichst starke Individuen einen Vorteil. Das Fehlen fester Reviere beim Afrikanischen Wildhund begünstigt die Entwicklung des auf die Stärkung der Gruppe ausgerichteten Sozialverhaltens: Da die arteigene Konkurrenz dadurch niedrig ist, generieren individuelle Vorteile keinen Gesamtvorteil.
Die Rudel bestehen aus miteinander verwandten männlichen Mitgliedern. Im Gegensatz zu vielen anderen in Gruppen organisierten Raubtieren verlassen die geschlechtsreifen Weibchen das Rudel, nicht die männlichen Mitglieder. Vermutlich wegen der dadurch bedingten fehlenden Blutsverwandtschaft sind die Weibchen höherer Rivalität und Aggression im Rudel ausgesetzt, sowohl untereinander als auch durch die Männchen.
Zum Sozialverhalten gehört auch eine besondere Rücksichtnahme auf Rudelmitglieder: Ein von Parasiten wie etwa Flöhen befallener Wildhund entfernt sich aus dem Rudel, um sich abseits der Gruppe zu kratzen, bis er die Lästlinge abgeschüttelt hat, und kehrt erst danach wieder zurück.

## Ernährung

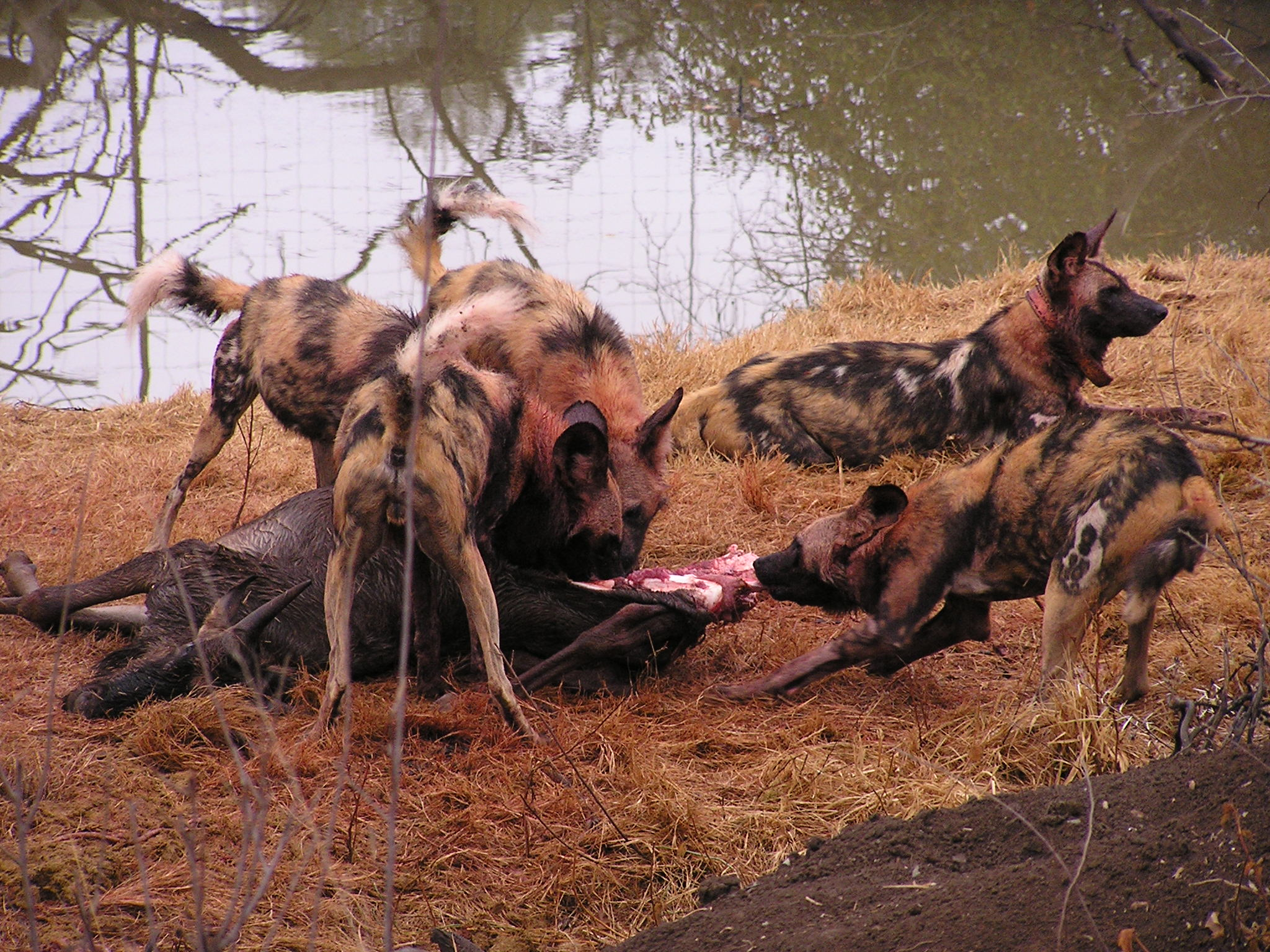
Wildhundrudel und ein erlegtes junges Streifengnu, Madikwe Game Reserve, Südafrika

Das gesamte Rudel, ausgenommen junge und kranke Mitglieder, beteiligt sich an der Jagd. Afrikanische Wildhunde jagen in der Regel zwei Mal täglich. Die erste Jagd findet gewöhnlich zwischen sechs und acht Uhr morgens statt. Die zweite liegt meistens zwischen fünf und sieben Uhr abends. Das jagende Rudel wird vom Alpha-Männchen angeführt. Die Beute wird nicht nach dem Geruch, sondern auf Sicht aufgespürt. Afrikanische Wildhunde sind als Hundeartige ausdauernde Hetzjäger, die ihre Beute über drei bis fünf Kilometer verfolgen können. Bei der Hetzjagd werden Geschwindigkeiten von 55 Kilometern pro Stunde erreicht. Ist das flüchtende Beutetier ermüdet, wird es vom Alpha-Tier an den Hinterbeinen gepackt; die anderen Hunde holen dann auf. Der Tötungsbiss wird oft von einem jüngeren Rudelmitglied in der weichen Flanke des Beutetiers angesetzt, welches durch Aufschlitzen stirbt. Nach der Tötung erhält das reißende Rudelmitglied eine erste Mahlzeit und steht dann Wache, während das Alphatier die Zerlegung der Beute organisiert, sodass das gesamte Rudel Futterzugang erhält. Dazu packen Rudelmitglieder die Beute mit ihren Schnauzen an ihren Gliedmaßen und reißen sie (ähnlich einer Vierteilung) auseinander. Die Stücke werden dann bei Bedarf weiter zerteilt.
Bevorzugte Beutetiere sind Gazellen, Impalas und andere Antilopen sowie Warzenschweine. Wildhunde sind sehr effiziente Jäger, die Erfolgsrate der Jagden liegt bei fast 90 %. Sie verschmähen auch Hasen, Nagetiere, Jungvögel und andere Kleintiere nicht, auf die sie bei ihren Streifzügen stoßen. Dagegen werden Zebras so gut wie nie attackiert, da die Wildhunde offenbar deren Hufschläge fürchten.
Wildhunde verteidigen ihren Riss gegen größere Raubtiere, insbesondere Tüpfelhyänen, wenn diese nicht zu zahlreich sind. Zwischen den beiden Arten kommt es oft zu Scharmützeln, aber selten zu ernsthaften Verletzungen. Wesentlich höher ist aber die Bedrohung durch Löwen, die Afrikanische Wildhunde töten, wenn sie Gelegenheit dazu erhalten. Gegen sie wird der Riss daher nicht verteidigt. Mit einer Mahlzeit kann der Afrikanische Wildhund je nach Größe sechs bis acht Kilogramm Fleisch zu sich nehmen.
Säugende oder schwer kranke Tiere, sowie Junge, die nicht bis zum Futterplatz kommen können, werden von den jagenden und gesättigten Rudelmitgliedern nach der Rückkehr mit Futter versorgt, wenn sie diesen ein entsprechendes Quäk-Signal geben oder sie anstupsen. Daraufhin würgen die erfolgreichen Jäger eine Futterportion hervor. Beobachtungen zufolge versorgten manche Wildhunde den bettelnden Nachwuchs des Rudels bis zu achtmal am Tag mit erbrochenem Futter.

## Evolution und Systematik
Der Afrikanische Wildhund wird als einziger Vertreter der damit monotypischen Gattung Lycaon zugeordnet. Dabei werden mit der Nominatform Lycaon pictus pictus sowie L. p. lupinus, L. p. manguensis, L. p. sharicus und L. p. somalicus fünf Unterarten unterschieden.
Im Rahmen der Vorstellung der Genomsequenz des Haushundes wurde von Lindblad-Toh et al. 2005 eine phylogenetische Analyse der Hunde (Canidae) veröffentlicht. Im Rahmen dieser Darstellung wurde auf der Basis molekularbiologischer Daten die Monophylie der Wolfs- und Schakalartigen (Gattung Canis) angezweifelt. Demnach stellen der Streifenschakal (Canis adustus) und der Schabrackenschakal (Canis mesomelas) Schwesterarten dar, die als basalste Arten allen anderen Vertretern der Gattung sowie zusätzlich dem Rothund (Cuon alpinus) und dem Afrikanischen Wildhund (Lycaon pictus) gegenübergestellt werden. Entsprechend müssten entweder der Rothund und der Afrikanische Wildhund in die Gattung Canis aufgenommen werden, oder der Streifen- und der Schabrackenschakal aus ihr gestrichen werden, damit Canis als monophyletische Gattung Bestand hat.

## Verhältnis zum Menschen
Insbesondere das Ernährungsverhalten galt dem Menschen lange als grausam, da Afrikanische Wildhunde ihre getötete Beute sehr stark zerlegen und sie zur Unkenntlichkeit auseinanderreißen. Angesichts der Überreste solcher Risse entstand der Irrglaube, Beutetiere würden brutal und „bei lebendigem Leibe“ zerrissen, beziehungsweise müssten einen schleppenden qualvollen Tod erleiden, während ihnen bereits Fleischbrocken herausgerissen würden. Tatsächlich ist das Leid der Beutetiere nicht viel schwerer oder länger als im Falle anderer afrikanischer Raubtiere. Zu den weiteren Mythen, die dem Wildhund angehängt wurden, gehörten Kannibalismus und eine anarchische, unsoziale Lebensweise, sodass er sogar einen schlechteren Ruf hatte als Hyänen.
Der Afrikanische Wildhund galt deshalb lange als im Ökosystem überflüssiger Schädling, den Menschen gezielt ausrotten sollten. Noch in den 1970er Jahren war die Wildhund-Bekämpfung in afrikanischen Nationalparks eine Routineaufgabe. Außerhalb solcher Schutzgebiete benutzten Farmer Raubtierfallen gegen Nutztier-reißende Wildhunde, dies zum Teil heute noch.
Einer Studie zufolge sterben zwischen 22 und 42 Prozent der Afrikanischen Wildhunde durch Angriffe von Löwen; nur die Bedrohung durch den Menschen ist größer. Da Löwen ihrerseits die Touristenattraktion von Wildparks sind und entsprechend dort angesiedelt wurden, verließen Wildhunde gerne die Reservate, um außerhalb zu jagen. Eine Ausnahme ist hier das Madikwe Game Reserve in Südafrika, welches als erstes in Rücksicht auf den Wildhund die Löwenpopulation stark begrenzt halten will. Weitere Parks schlossen sich dieser Initiative an und tauschen ferner zur Vermeidung von Inzucht ihre Tiere aus. Ein Fortbestand der Art zumindest als eingehegte und kontrollierte Spezies soll so ermöglicht werden. (siehe Bestand)

## Belege
1. 1 2  
Lycaon pictus in der Roten Liste gefährdeter Arten der IUCN 2006. Eingestellt von: McNutt et al., 2004. Abgerufen am 10. Mai 2006.
2. 1 2  Tierrechtsverein Canis: Afrikanischer Wildhund ( Lycaon pictus ) (Memento des Originals vom 9. Januar 2014 im Internet Archive)  Info: Der Archivlink wurde automatisch eingesetzt und noch nicht geprüft. Bitte prüfe Original- und Archivlink gemäß Anleitung und entferne dann diesen Hinweis. auf trv-canis.de
3. 1 2  Markus Kappeler: Afrikanischer Wildhund (Memento des Originals vom 9. Januar 2014 im Internet Archive)  Info: Der Archivlink wurde automatisch eingesetzt und noch nicht geprüft. Bitte prüfe Original- und Archivlink gemäß Anleitung und entferne dann diesen Hinweis.
4. ↑  Kim Wolhuter: Video ab Min. 27 Das Leben der Wildhunde (Memento vom 1. Juni 2014 im Internet Archive)
5. ↑  
Britta Meyer: Wildlife of special interest. (Memento vom 16. Februar 2012 im Internet Archive) (PDF: 87 kB; englisch)
6. 1 2 3 4 5 6 7 8 9  Richard Conniff: Afrikanische Wildhunde. Besser als ihr Ruf. In: Geo-Magazin, August 2001, S. 48–62.
7. ↑  Simbabwe: Die letzte Zuflucht für den Afrikanischen Wildhund? bei dw.com, abgerufen am 13. April 2019.
8. ↑  
Anne A. Carlson, Ron Carlson, Fred B. Bercovitch: African Wild Dog Conservation Project, Kafue National Park, Zambia 2004 Annual Report. Conservation and Research for Endangered Species Zoological Society of San Diego, 2005.
9. ↑  Afrikanische Wildhunde. (Memento des Originals vom 10. Januar 2014 im Internet Archive)  Info: Der Archivlink wurde automatisch eingesetzt und noch nicht geprüft. Bitte prüfe Original- und Archivlink gemäß Anleitung und entferne dann diesen Hinweis. (PDF) S. 5 Abschnitt Fortpflanzung
10. ↑  Kim Wolhuter: Video ab Min. 12 Das Leben der Wildhunde (Memento vom 1. Juni 2014 im Internet Archive)
11. 1 2  Loehleins Tierleben: Wildhund
12. ↑  
Christopher McGowan: The Raptor and the Lamb – Predators and Prey in the Living World. Penguin Books, London 1998, ISBN 0-14-027264-X, S. 18
13. ↑  Kim Wolhuter: Das Leben der Wildhunde, Teil 1 you Youtube, ab 6:52
14. ↑  Afrikanischer Wildhund. herz-fuer-tiere.de; abgerufen am 27. Januar 2018
15. ↑  
Klaus-Peter Koepfli, John Pollinger, Raquel Godinho, Jacqueline Robinson, Amanda Lea, Sarah Hendricks, Rena M. Schweizer, Olaf Thalmann, Pedro Silva, Zhenxin Fan, Andrey A. Yurchenko, Pavel Dobrynin, Alexey Makunin, James A. Cahill, Beth Shapiro, Francisco Álvares, José C. Brito, Eli Geffen, Jennifer A. Leonard, Kristofer M. Helgen, Warren E. Johnson, Stephen J. O’Brien, Blaire Van Valkenburgh, Robert K. Wayne: Genome-wide Evidence Reveals that African and Eurasian Golden Jackals Are Distinct Species. In: Current Biology. 2015, doi:10.1016/j.cub.2015.06.060.
16. 1 2  
Don E. Wilson, DeeAnn M. Reeder (Hrsg.):  Lycaon pictus (Memento vom 17. Februar 2013 im Webarchiv archive.today) In: Mammal Species of the World. A Taxonomic and Geographic Reference. 3rd ed.
17. ↑  
Kerstin Lindblad-Toh et al.: Genome sequence, comparative analysis and haplotype structure of the domestic dog. In: Nature, 438, Dezember 2005, S. 803–819. (Abstract).